# Carphina sigillata
Carphina sigillata là một loài bọ cánh cứng trong họ Cerambycidae.